# Улица Эрнеста Бирзниека-Упиша (Рига)
Улица Э́рнеста Би́рзниека-У́пиша (латыш. Ernesta Birznieka-Upīša iela) — улица в центральной части Риги. Пролегает в северо-восточном направлении от улицы Элизабетес до улицы Лачплеша. Начало улицы Бирзниека-Упиша относится к Центральному району города, а участок после перекрёстка с улицей Дзирнаву — Латгальскому предместью (исторический район Авоты). Общая длина — 584 метра.
На всём протяжении улица асфальтирована, имеет две полосы движения. На участке от улицы Элизабетес до улицы Дзирнаву движение одностороннее (в сторону ул. Дзирнаву), на остальной части улицы — двустороннее.
По улице проходят маршруты троллейбуса № 13 и 22; здесь же расположена конечная остановка маршрута 22.

## История
Улица проходит по старой дамбе, которая вела через так называемые Гусиные пастбища. Как улица впервые упоминается в 1810 году, с названием «дамба Гусиного пастбища» (нем. Sossenweidendamm, латыш. Zosu ganību dambis). В адресной книге 1846 года названа «Курмановская дамба» (нем. Kurmanowsche Damm, латыш. Kurmanova dambis), с 1860-х годов — «Курмановская дамба или улица» (нем. Kurmanowsdamm oder Strasse, латыш. Kurmanova dambis vai iela), с 1876 — Курмановская улица (Kurmanowstrasse, Kurmanova iela). Это название улица получила в честь рода огородников Курмановых, которые возделывали участки на Гусиных пастбищах.
До 1860-х годов на улице существовал деревянный Курмановский мост через ещё не засыпанный канал Роденбурга.
В 1936 году улица была получила новое название — улица Юмарас (нем. Ymerastrasse), по названию древней области Имера (Юмара) в княжестве Талава на севере Латвии или реки Юмара (приток Гауи в Валмиерском крае). Своё современное название, которое более не изменялось, улица получила в 1961 году. Оно дано в честь латышского писателя Эрнеста Бирзниека-Упитиса.

## Застройка
На рубеже XVIII-XIX веков (до 1808 года) на Гусиных пастбищах известна мельница. С середины XIX века начинается промышленное развитие незастроенной территории. В 1920-1930-е годы здесь имелось большое количество промышленных предприятий, 25 ремесленных мастерских и около 30 магазинов.
- Дом № 1 (построен в 1910 как доходный дом) — памятник архитектуры местного значения[5].
- Угловые дома по ул. Дзирнаву, 117 (1910, школа, архитекторы Н. Норд и А. Закиев) и 119 (1900–1913, жилой дом, архитекторы Ю. Пфайфер и Э. Лаубе) — памятники архитектуры местного значения.
- Дом № 10 (1912, архитектор М. Нукша) — памятник архитектуры местного значения[6].
- Дом № 12 (1903, доходный дом с магазинами, архитектор П. Мандельштам).
- Дом № 18 (1911, архитектор А. Ванагс) — памятник архитектуры местного значения[7].
- Дом № 24 (1902, доходный дом, архитектор В. Бокслаф).
- Дом № 26 (1912, архитектор Л. Мелдерс) — памятник архитектуры местного значения[8].
- Дом № 27 (1910, архитектор П. Мандельштам) — памятник архитектуры местного значения[9].
- Дом № 28 (1925, доходный дом, архитектор П. Миезис).
- Дом № 29 (1909, архитектор Э. Лаубе) — часть архитектурного ансамбля государственного значения «Романовский базар»[10].

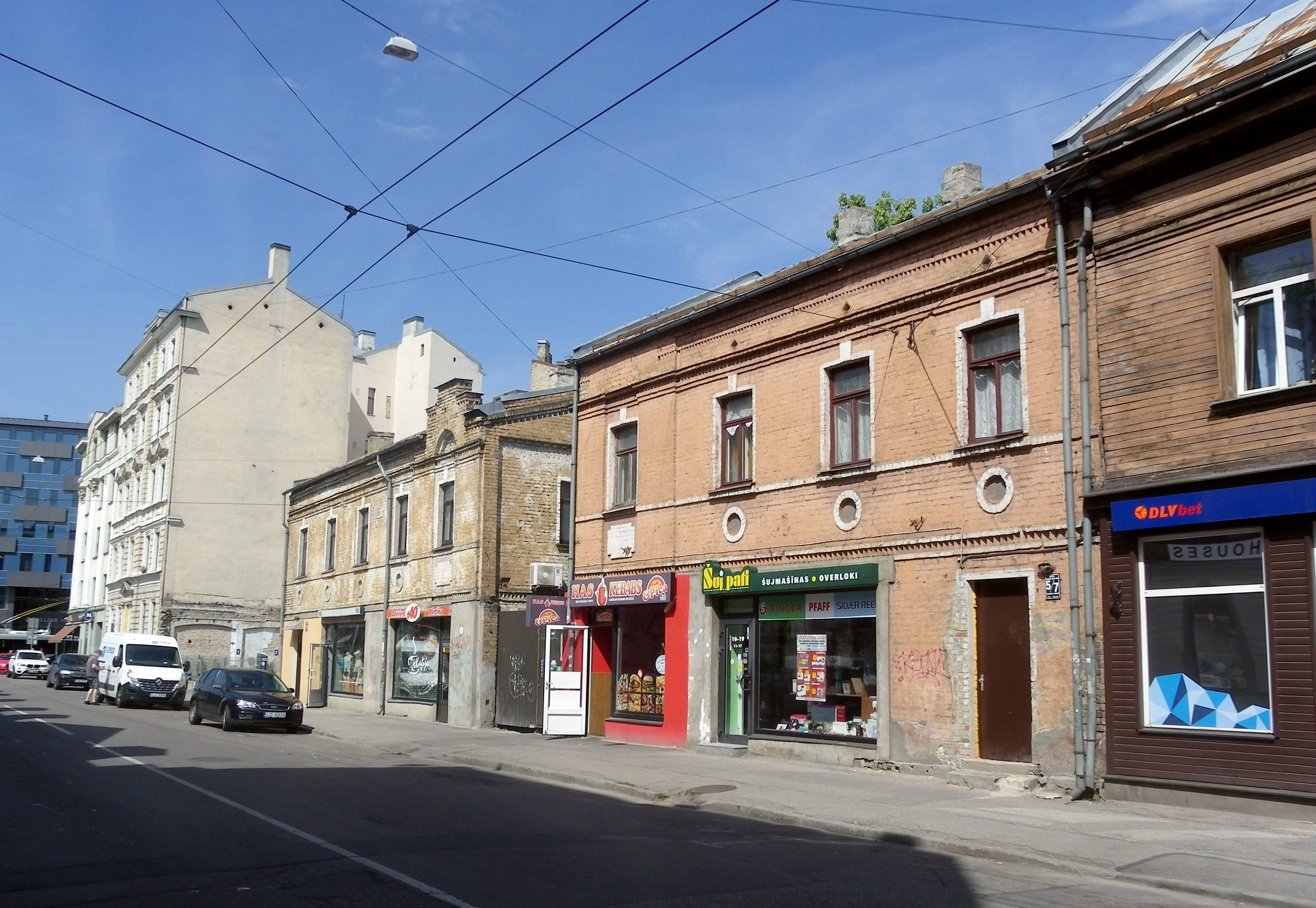
Начало улицы
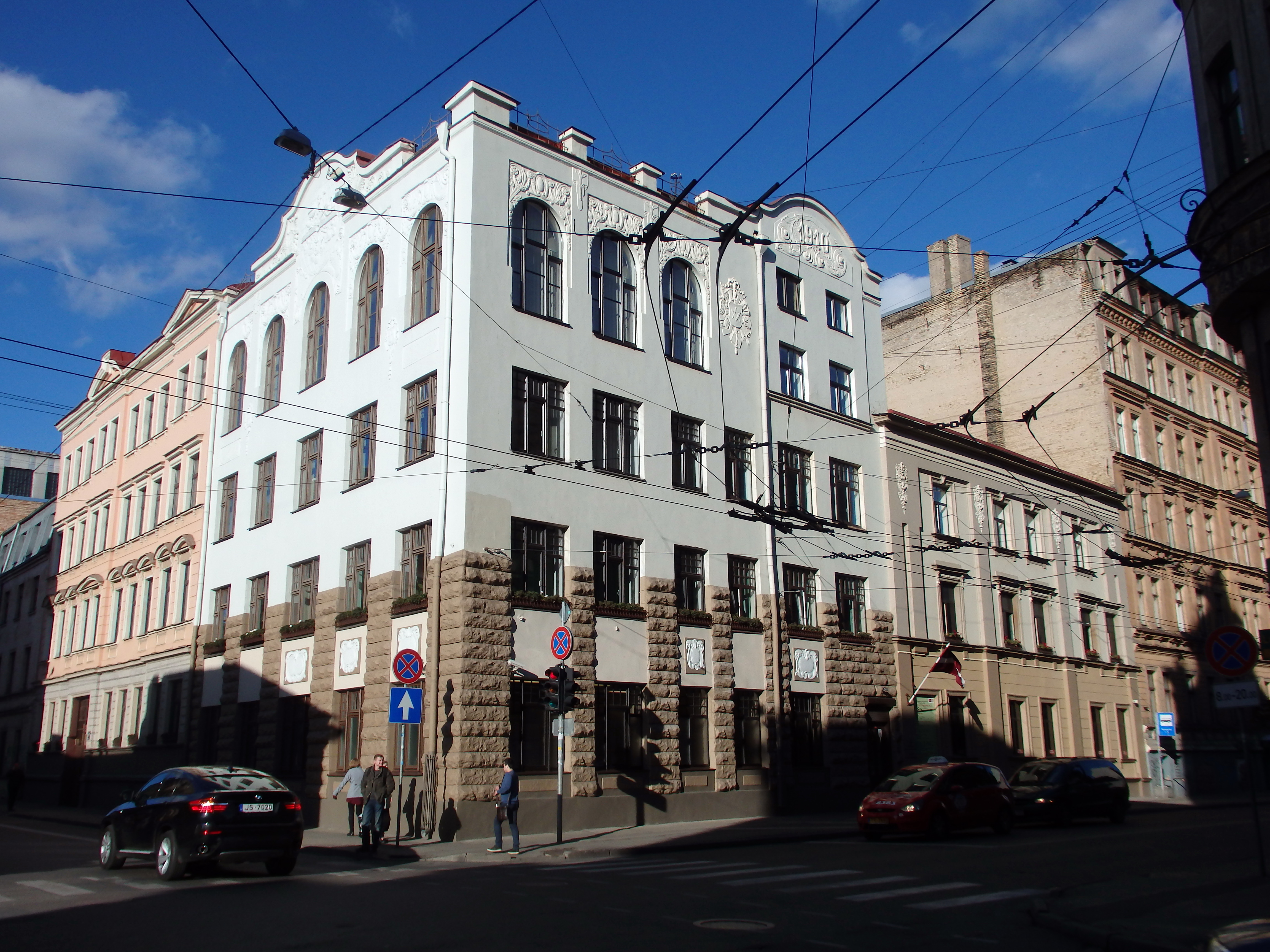
Угловой дом по ул. Дзирнаву, 117
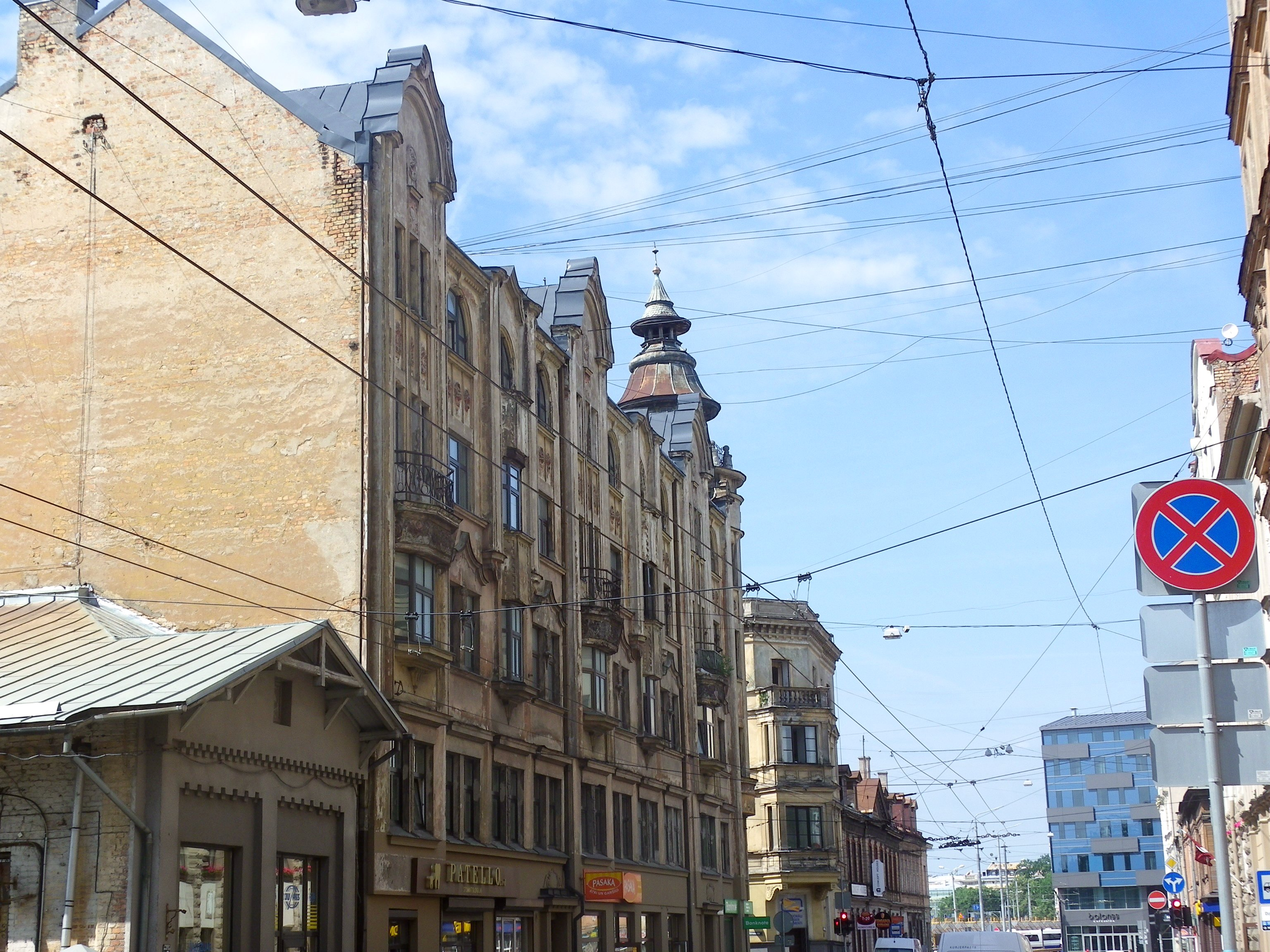
Угловой дом по ул. Дзирнаву, 119
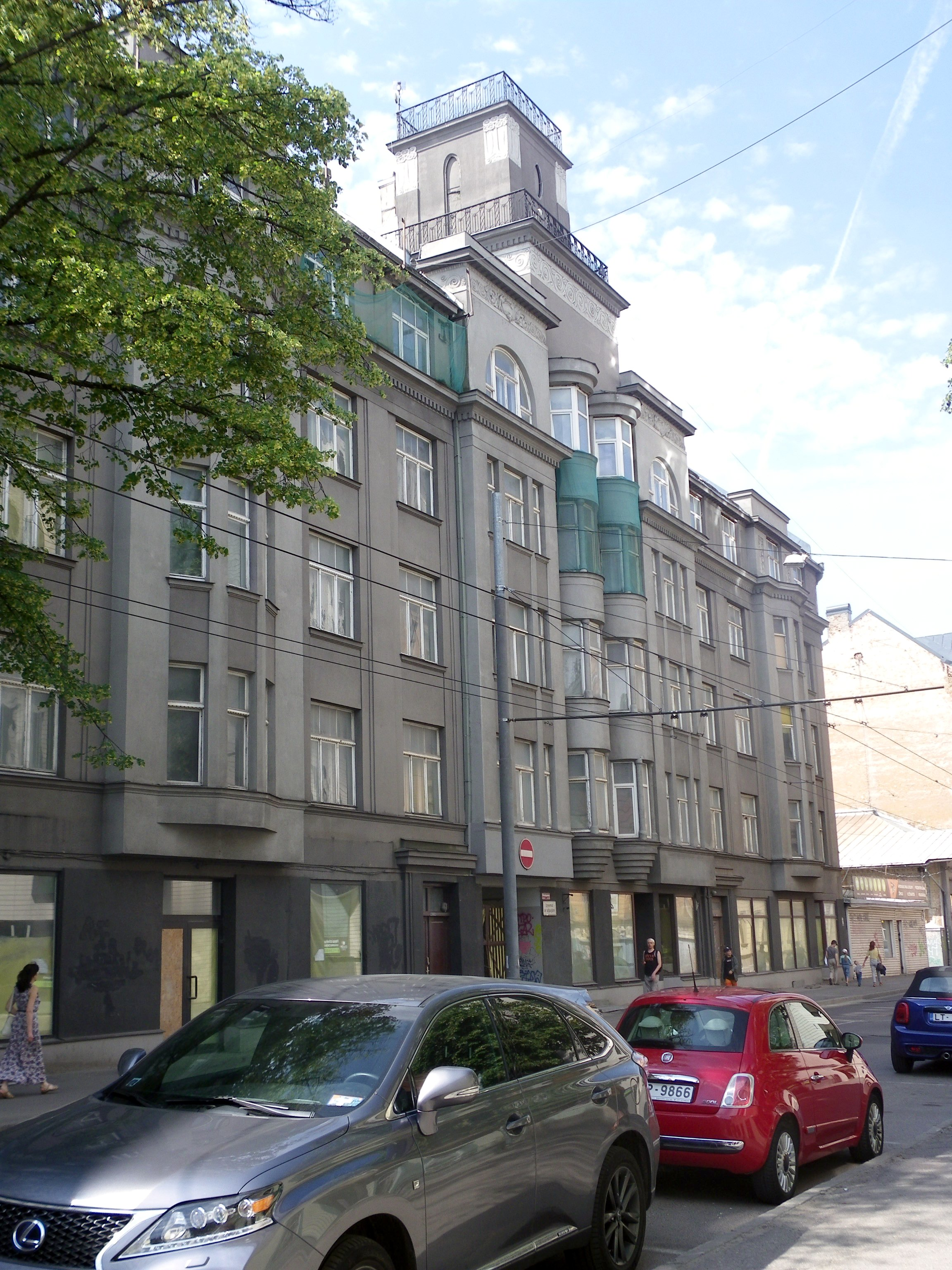
Дом № 10
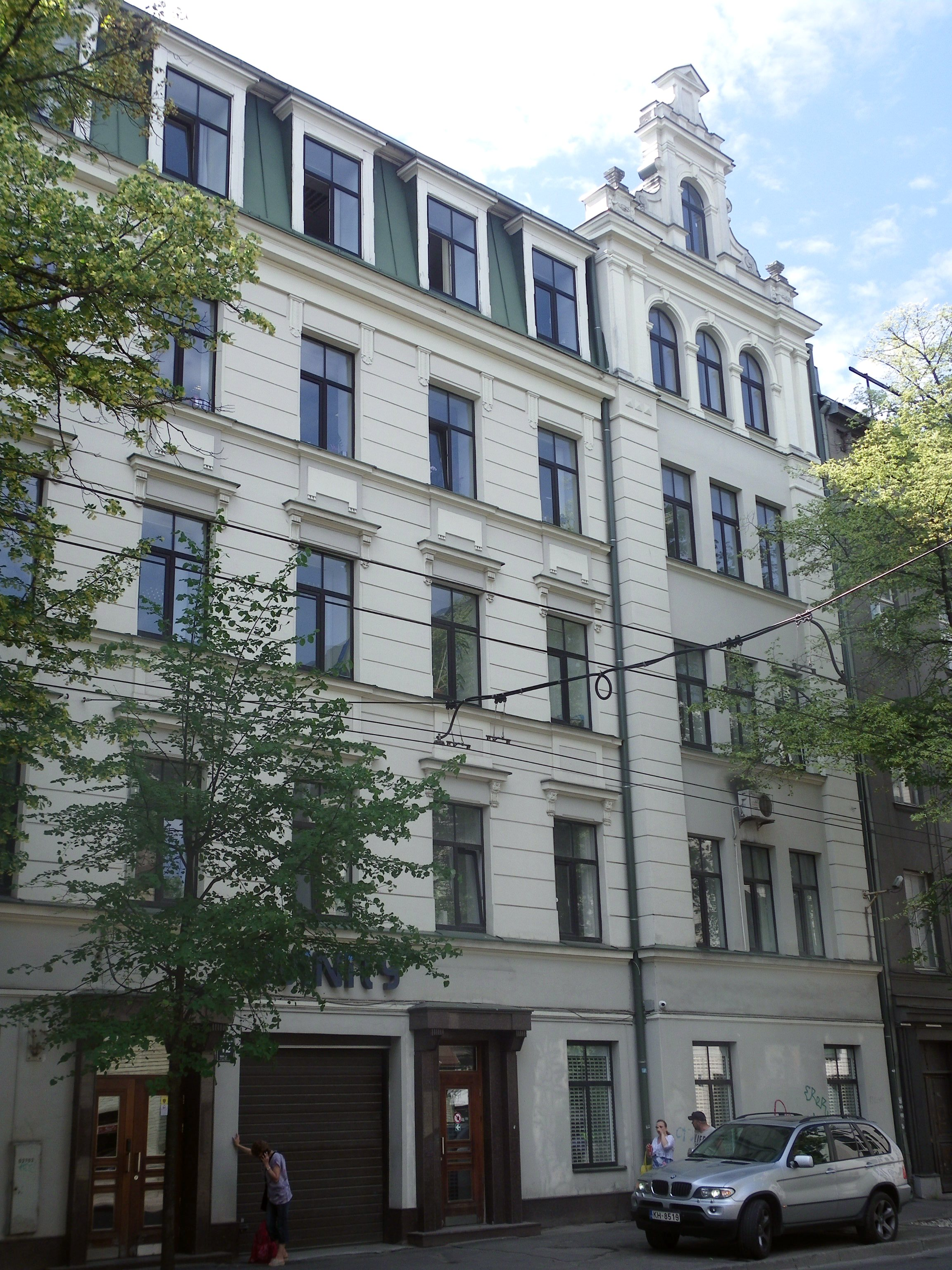
Дом № 12
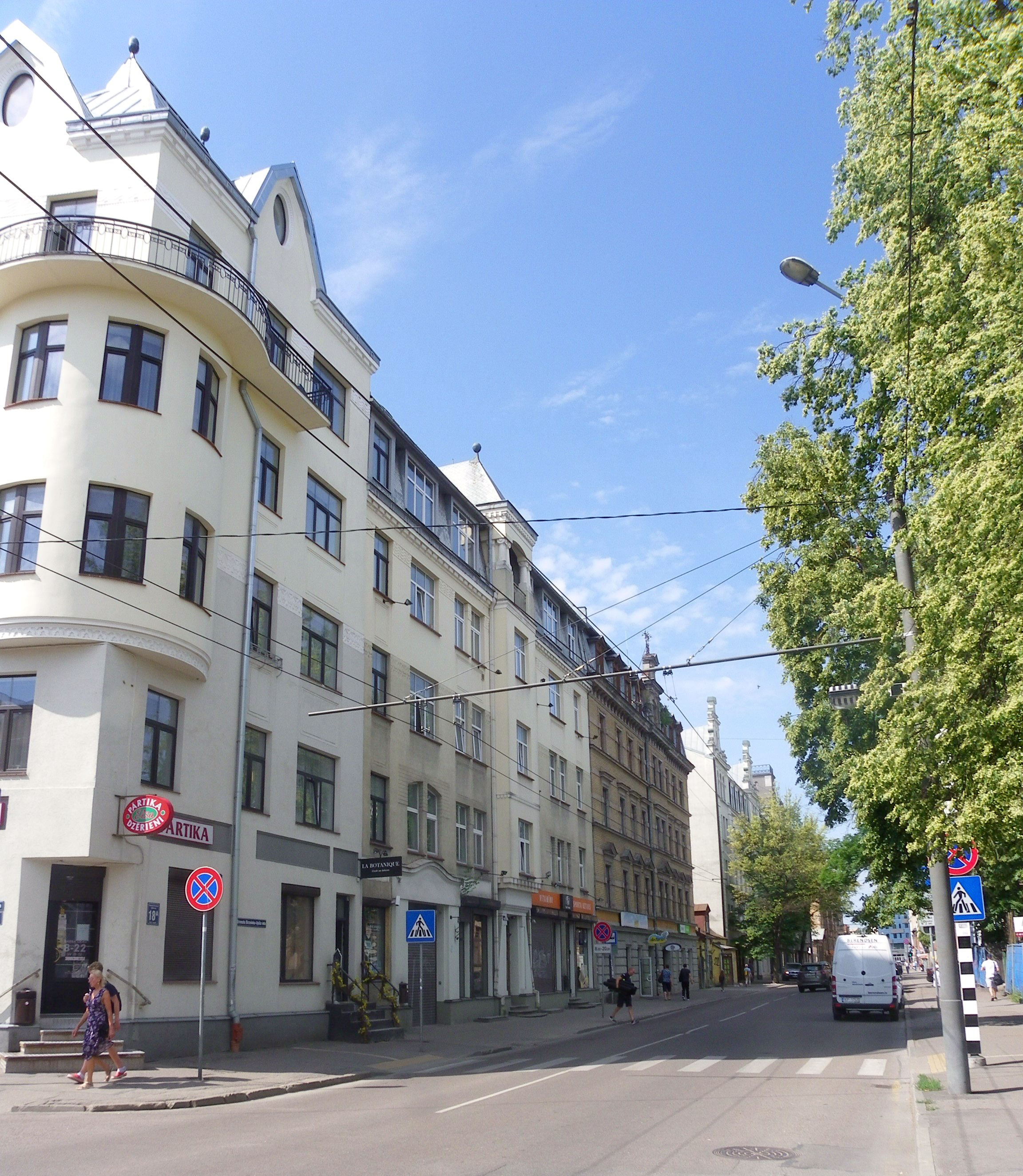
Вид от ул. Висвалжа
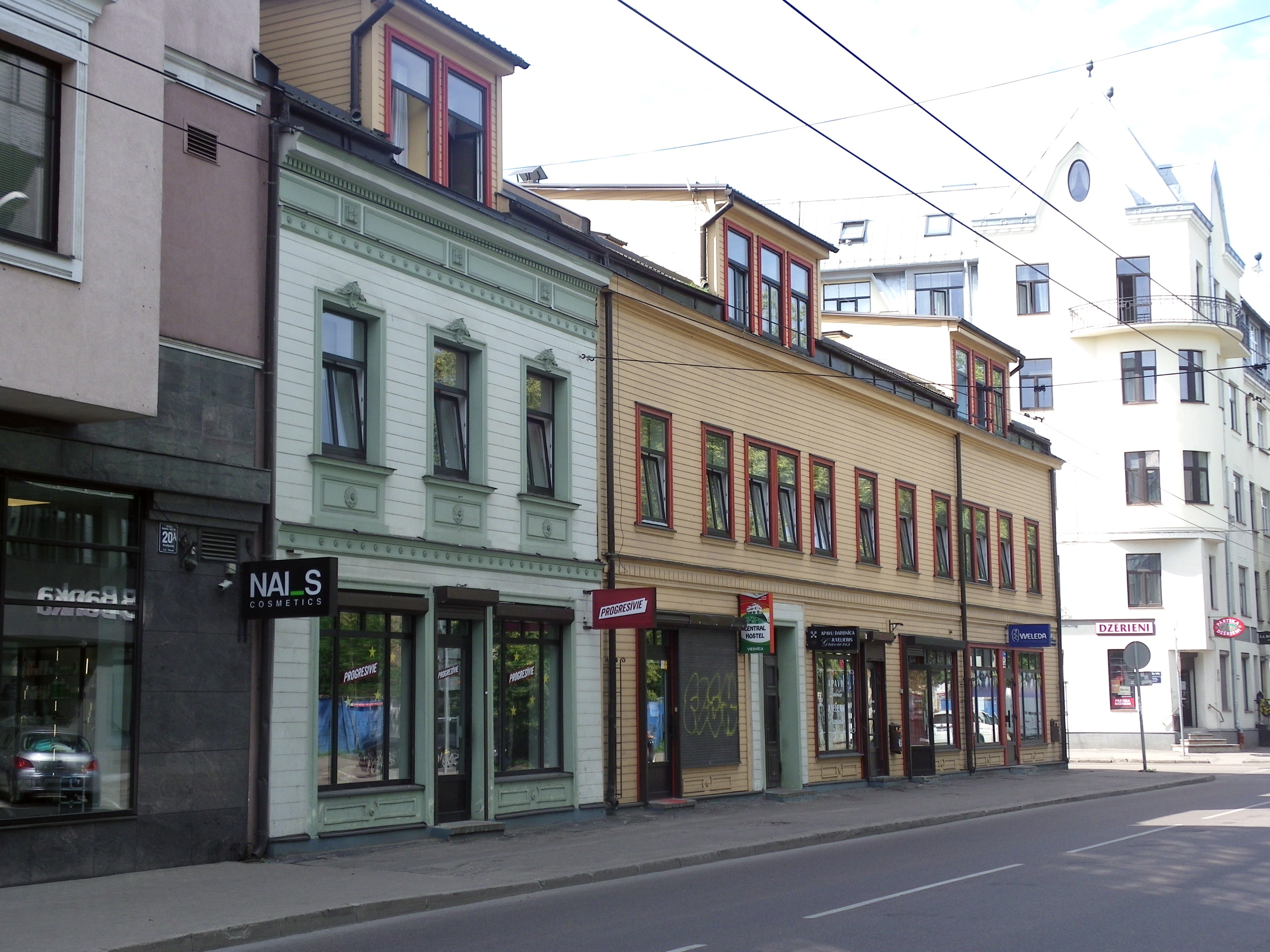
Дом № 20
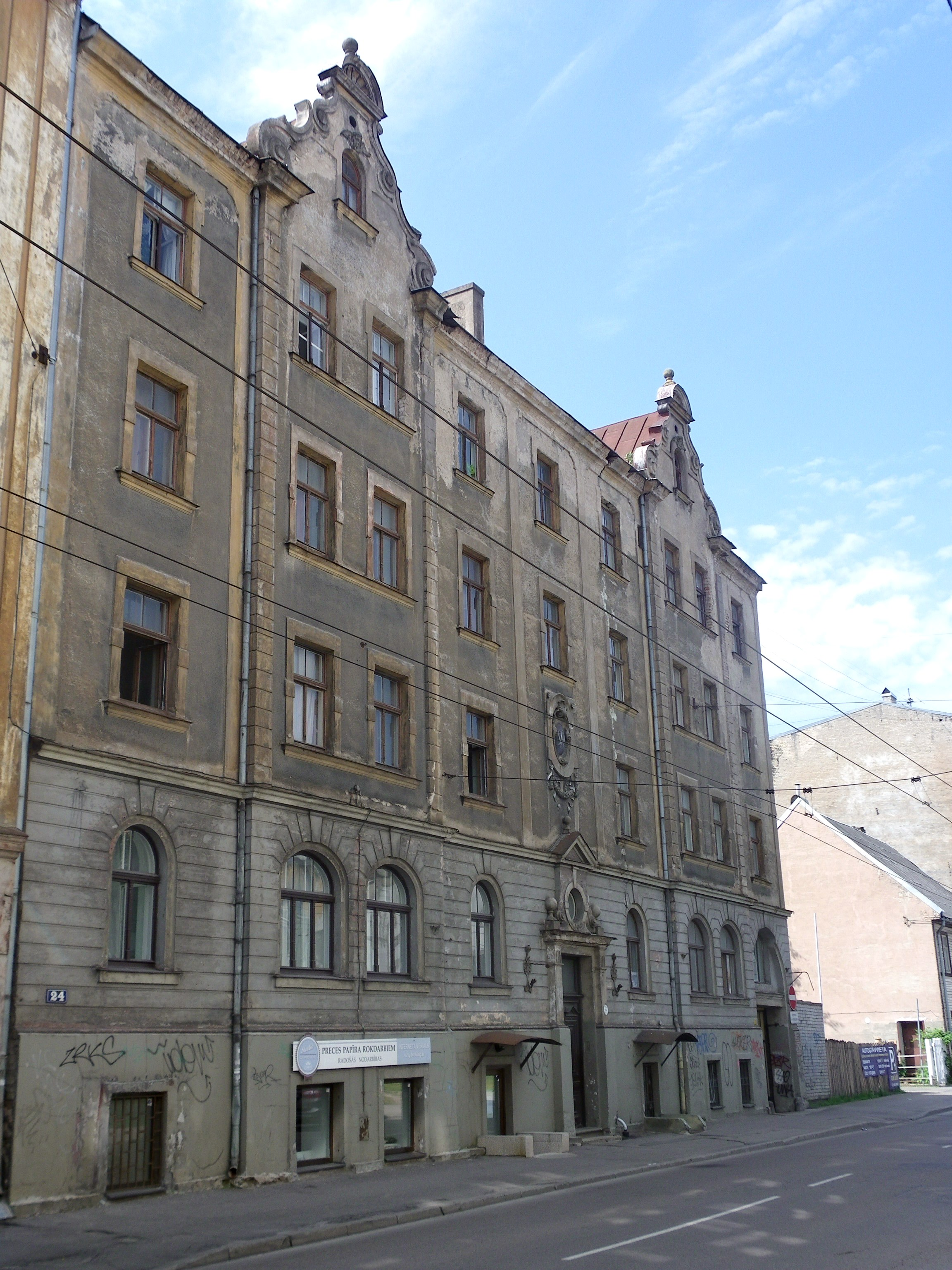
Дом № 24
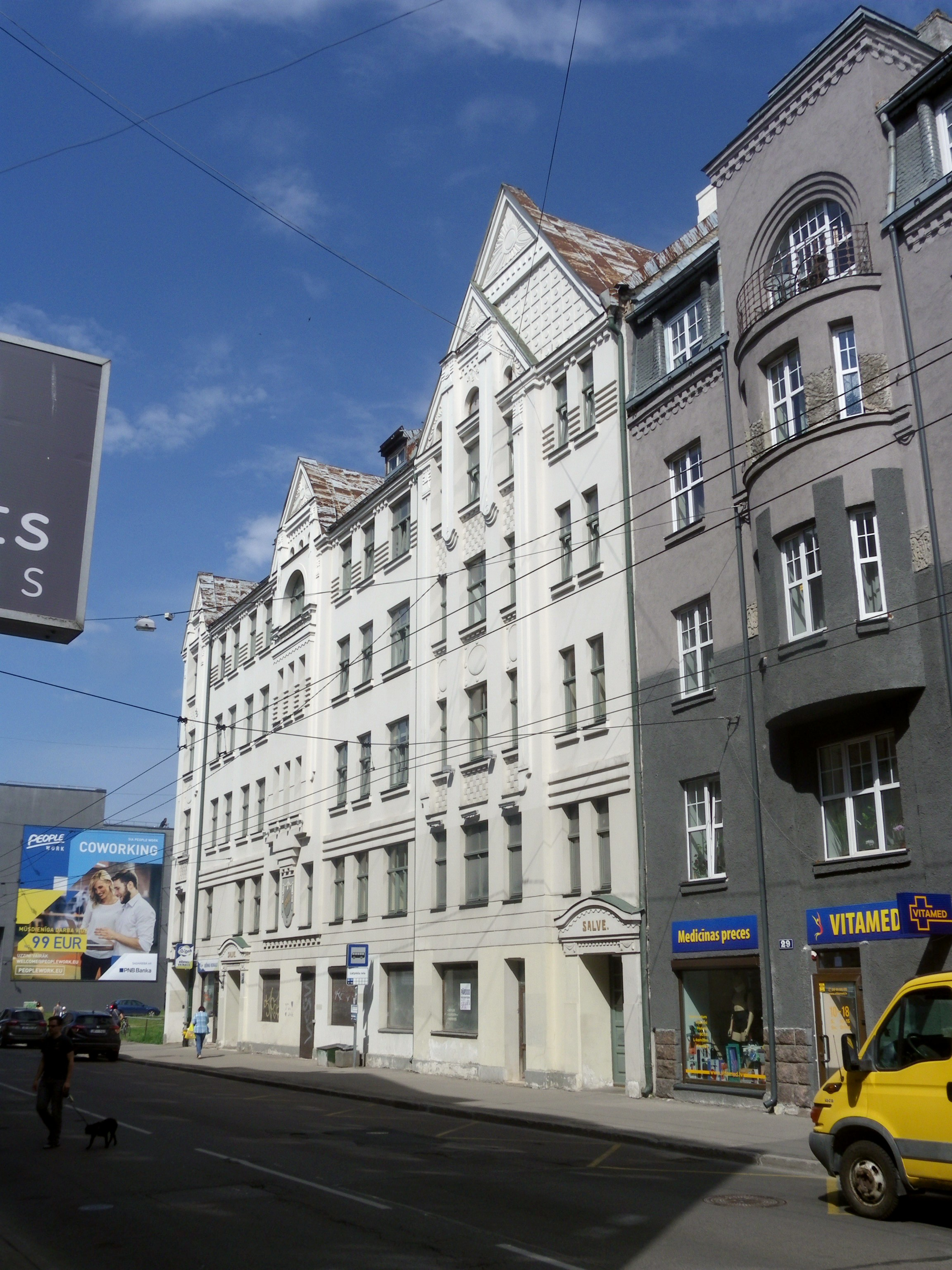
Дом № 27
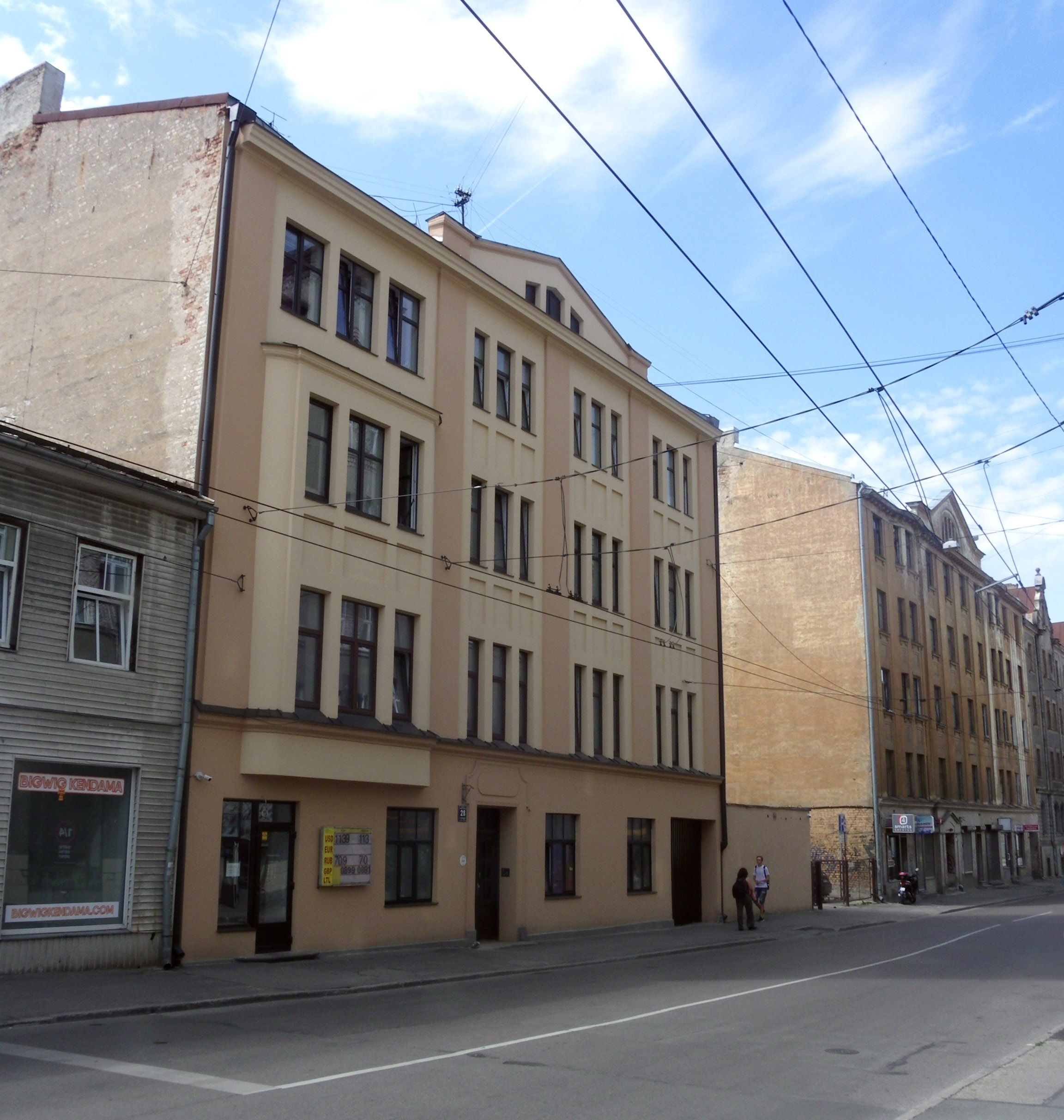
Дом № 28
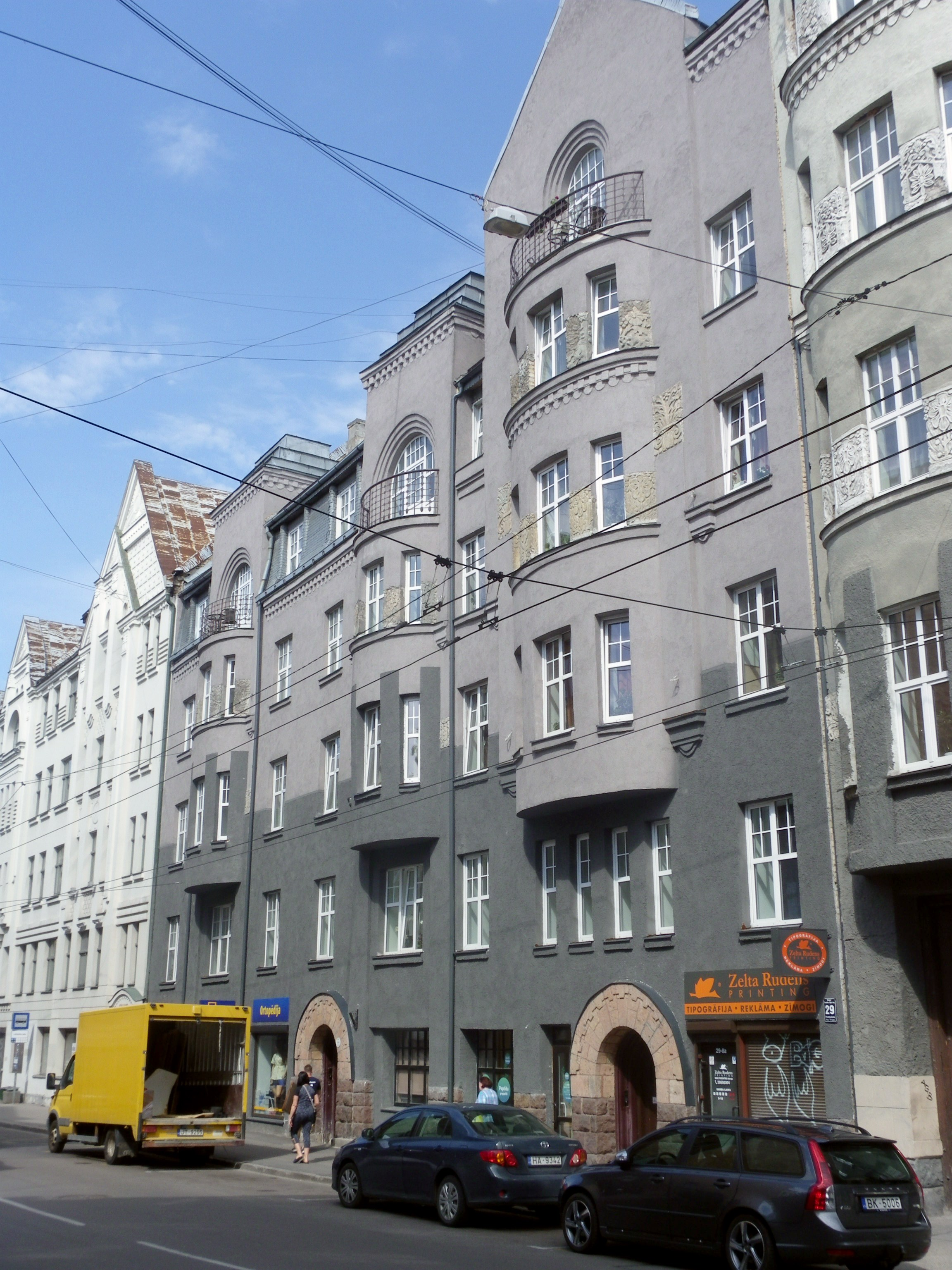
Дом № 29

## Прилегающие улицы
Улица Эрнеста Бирзниека-Упиша пересекается со следующими улицами:
- улица Элизабетес
- улица Дзирнаву
- улица Висвалжа
- улица Лачплеша